# 신기한 스쿨버스
신기한 스쿨버스(The Magic School Bus)는 1986년에 조애너 콜과 브루스 디건 작가에 의해 출간된 미국의 과학 전문 아동 문학이자 그림책 시리즈이다. 이를 원작으로 하는 파생 작품의 총칭이다. 또한 이 작품의 주인공의 이름이기도 하다.

## 애니메이션
미국에서 1994년 9월 11일부터 1997년 12월 6일까지 PBS에서 총 52화로 방영되었다.
대한민국에서 1990년대 후반 이후에 EBS를 통해 방영했으며, 케이블 TV 어린이 채널 수시로 방영되고 있다.

## 줄거리
어디든 갈 수 있는 스쿨버스를 타고 모험을 떠나는 아이들의 이야기다.

## 등장 인물

### 선생님
- 프리즐

성우: 차명화(EBS) 박희은(넷플릭스)
성함은 발레리. 주황색 곱슬머리와 괴상한 옷차림이 트레이드 마크. 버스를 자가용처럼 아무 데나 끌고 다닌다.
- 리즈

반의 애완동물 카멜레온. 잭슨 카멜레온이다. 본명은 엘리자베스 사만다 프리즐.

### 반 아이들
- 카를로스

성우: 이미자(EBS) 심규혁(넷플릭스)
멕시코 출신의 히스패닉 소년. 성은 레이먼.
- 랠프

성우: 최수민 —> 박영남(EBS) 강유경(넷플릭스)
빨간 야구모자를 뒤로 쓰고, 야구 느낌이 나는 연두색 티셔츠에 녹색 바지와 빨간 운동화를 차려입은 이탈리아계 갈색머리 소년.
- 완다

성우: 이서윤(EBS) 박고운(넷플릭스)
중국계 학생. 성은 이(리). 검은 단발머리에 항상 노란 꽃이 그려진 분홍색 & 자주색 컬러의 옷을 입는다. 주로 바지 + 반팔 or 긴팔 티셔츠 + 조끼가 기본. 작중에서는 도전정신이 강한 소녀로 묘사된다.
- 아놀드

성우: 정옥주(EBS) 조현정(넷플릭스)
제일 인상깊은 캐릭터. 유대계 미국인 캐릭터이며 금발 곱슬머리에 해리포터같은 동그란 안경을 쓰고 있다.
- 피비

성우: 김수경(EBS)
아일랜드계 미국인. 설정상 전학생이지만 이미 프리즐 선생님네 반에 동화된 소녀.
- 도로시 앤

성우: 이현선(EBS) 이보희(넷플릭스)
오스트레일리아계 미국인 금발 트윈테일 소녀.
- 키샤

성우: 림은정
흑인 소녀. 성은 프랭클린.
- 팀

성우: 박인선
흑인 소년. 레귤러 학생들 중에 성이 유일하게 밝혀지지 않았다.
- 준

12권에서 등장한 캐릭터. 새로 전학왔다.

### 기타
- 자넷

성우: 장미경 —> 이소영
아놀드의 사촌. 분명 워커빌 초등학교에 다니지는 않는데 꽤나 자주 나온다.
- 마이키

카를로스의 사촌동생. 컴퓨터 천재.
- 해골

과학실에 가면 흔히 볼 수 있는 해골.

## 참고 사항
- 세계에서 1억부, 대한민국에서 1천만부 아동층 사이에 선풍적으로 인기를 팔렸다.